# Stichorkis disticha
Stichorkis disticha är en orkidéart som först beskrevs av Louis Marie Aubert Du Petit-Thouars, och fick sitt nu gällande namn av Ernst Hugo Heinrich Pfitzer. Stichorkis disticha ingår i släktet Stichorkis och familjen orkidéer. Inga underarter finns listade i Catalogue of Life.